# Lucarelli (voleibolista)
Ricardo Lucarelli Santos de Souza, mais conhecido apenas como Lucarelli (Contagem, 14 de fevereiro de 1992), é um jogador de voleibol brasileiro que atua como ponteiro.

## Carreira

### Clube
Lucarelli começou no esporte praticando futebol, natação, basquetebol e handebol, até que um dia, após acompanhar a sua irmã em um treino de voleibol, tomou gosto pelo esporte e começou a treinar em um projeto social, em sua cidade natal Contagem. Em 2005 o atleta foi chamado para treinar pelas categoria de base da Meritus, onde começou a se destacar nos campeonatos estaduais. Três anos após o ponteiro já estava atuando pelo Minas Tênis Clube, passando pelas categorias infanto, juvenil até chegar a equipe principal adulta. Em 2010 se tornou o 6º ponteiro da equipe, na temporada seguinte já era titular e melhor atacante da Superliga.
Apesar de não ter conquistado nenhum título com a equipe mineira, o ponteiro adquiriu bastante conhecimentos técnicos e foi contratado pelo SESI-SP em 2013. Pelo time da capital paulista, o mineiro conquistou em sua temporada de estreia o título do Campeonato Paulista, o vice-campeonato da Copa Brasil e da Superliga 2013–14. Na temporada seguinte, ainda com o time paulista, voltou a repetir o resultado da Superliga anterior, além do vice-campeonato paulista.
Para a temporada 2015–16 foi anunciado como o novo reforço do FUNVIC Taubaté, por onde atuou por 5 anos conquistando: quatro títulos do Campeonato Paulista, um título da Copa Brasil e um da Superliga. Em 2020 fez sua estreia internacional ao fechar contrato com o Trentino, time da primeira divisão do Campeonato Italiano. No torneio continental, Lucarelli foi vice-campeão na Liga dos Campeões após marcar 13 pontos na final porém sendo derrotado pelo ZAKSA Kędzierzyn-Koźle.
Em dezembro de 2021, após se transferir para o Cucine Lube Civitanova, foi vice-campeão mundial na 16ª edição do Campeonato Mundial de Clubes após perder a disputa do título para o anfitrião Sada Cruzeiro.
Em 2022 o ponteiro assina com o Gas Sales Bluenergy Piacenza para competir pela terceira temporada seguida no voleibol italiano.

### Seleção
Lucarelli representou a seleção brasileira sub-19 no Campeonato Sul-Americano e no Campeonato Mundial, ficando em 2º e 9º, respectivamente. No ano seguinte conquistou o título do Campeonato Sul-Americano Sub-21 de 2010. Em 2011 ficou com a quinta colocação no Campeonato Mundial Sub-21.
Em 2012, aos 19 anos, se tornou o atleta mais jovem a vestir a camisa da seleção adulta brasileira. Competiu na fase preliminar da Liga Mundial, porém não foi selecionado a competir os Jogos Olímpicos e apenas acompanhou a equipe, observando os treinamentos e dando suporte para a seleção.
Em 2013 representou tanto a seleção adulta quanto a seleção sub-23. Com a seleção sub-23 foi campeão do Campeonato Mundial e pela seleção adulta foi vice-campeão da Liga Mundial, campeão do Campeonato Sul-Americano, da Copa dos Campeões e da Copa Pan-Americana, sendo eleito MVP nesta última. No ano seguinte representou a seleção adulta no seu primeiro mundial, porém ficou com a medalha de prata no Campeonato Mundial de 2014, sediado na Polônia, sendo derrotado na final pela seleção anfitriã. Além do vice-campeonato na Liga Mundial. Em 2015 voltou a conquistar mais um título do Campeonato Sul-Americano.

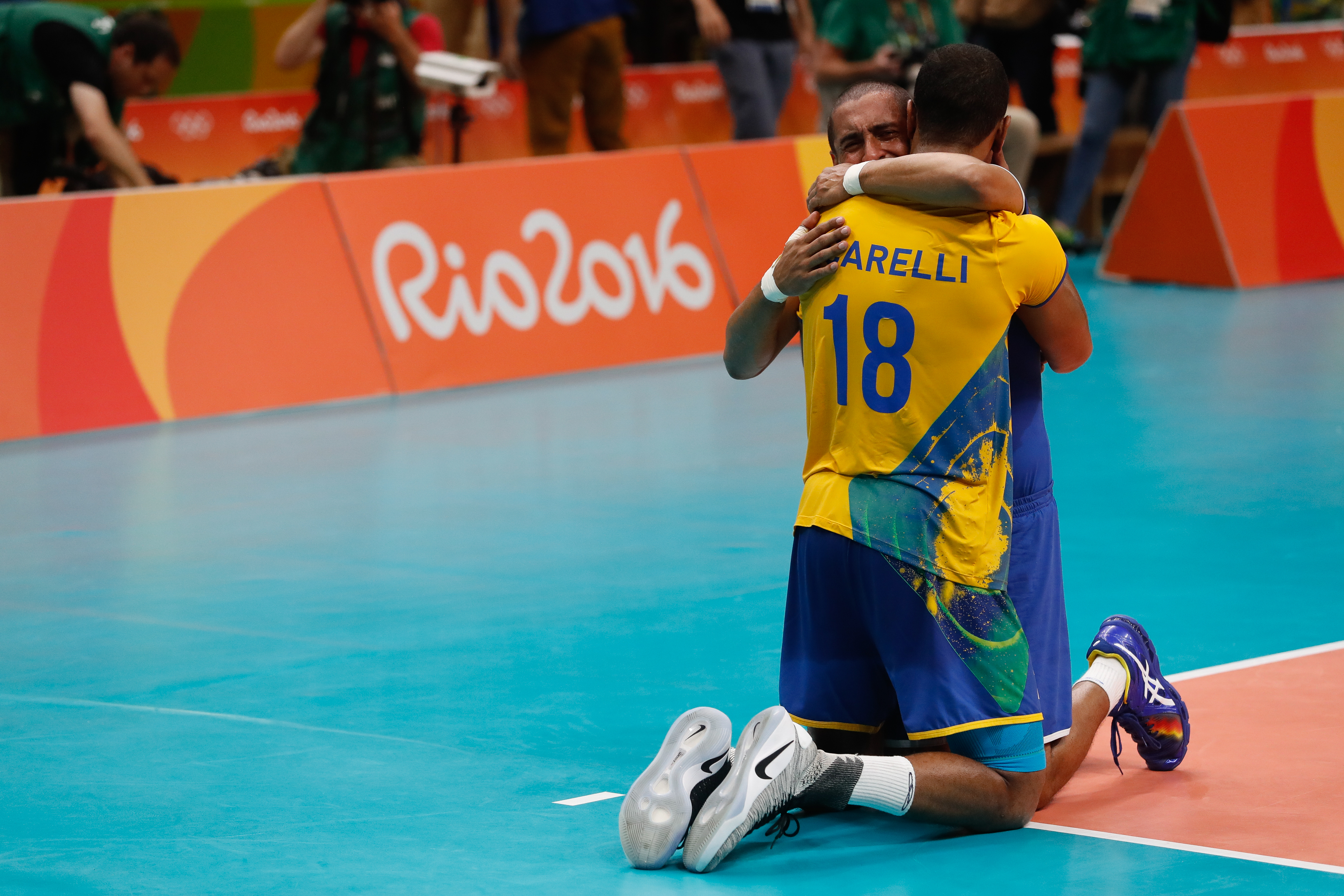
Lucarelli e Serginho comemorando o ouro olímpico na Rio 2016.

Em 2016 sagrou-se campeão olímpico nos Jogos Olímpicos do Rio, vencendo na final a seleção italiana por 3 sets a 0, no Maracanãzinho. Um mês antes voltou a conquistar mais uma medalha de prata na Liga Mundial. Em 2017, na última edição da Liga Mundial, realizado na Arena da Baixada, em Curitiba, foi derrotado pela seleção francesa no tie-break e novamente ficou com a medalha de prata. Completou o ano levantando as taças do Campeonato Sul-Americano e da Copa dos Campeões.
Em novembro de 2017 o atleta passou por cirurgia no tendão de Aquiles direito, após sofrer uma ruptura total em uma partida contra o Campinas pela Superliga. Devido ao ocorrido, o jogador não participou da primeira edição da Liga das Nações e pediu dispensa do Campeonato Mundial. Em 2019, competindo pela primeira vez a Liga das Nações, ficou em quarto lugar após ser derrotado pela seleção polonesa. Logo após, participou pela primeira vez do Torneio Hubert Jerzeg Wagner, torneio amistoso anual sediado na Polônia. No final do mesmo ano conquistou a Copa do Mundo após vencer onze das onze partidas disputadas.
Em 2021 conquistou o inédito título da Liga das Nações após vencer a seleção polonesa por 3 sets a 1. No mesmo ano disputou a segunda olimpíada de sua carreira, terminando a competição no 4º lugar após perder a disputa da medalha de bronze para a seleção da Argentina.
Em 2022, disputando o segundo campeonato mundial de sua carreira, Lucarelli conquistou a inédita medalha de bronze com a seleção brasileira ao derrotar a seleção eslovena por 3 sets a 1.

## Vida pessoal
Lucarelli recebeu seu sobrenome após seu pai ver um quadro assinado por um artista chamado Lucarelli. Por familiares e companheiros de seleção, o atleta é chamado de "Luca" por ser mais fácil de pronunciar.
No futebol, Lucarelli é torcedor do Clube Atlético Mineiro.

## Títulos
Sesi-SP
- Campeonato Paulista: 2013

FUNVIC Taubaté
- Campeonato Paulista: 2015, 2016, 2017, 2018, 2019
- Copa Brasil: 2017
- Campeonato Brasileiro: 2018–19
- Supercopa Brasileira: 2019

Cucine Lube Civitanova
- Campeonato Italiano: 2021–22

Gas Sales Piacenza
- Copa Itália: 2022–23

## Clubes
| Anos      | Clube                        |
| --------- | ---------------------------- |
| 2010–2013 | Vivo/Minas                   |
| 2013–2015 | Sesi-SP                      |
| 2015–2020 | FUNVIC Taubaté               |
| 2020–2021 | Itas Trentino                |
| 2021–2022 | Cucine Lube Civitanova       |
| 2022–     | Gas Sales Bluenergy Piacenza |

## Premiações Individuais
- 2012: Superliga Brasileira – Melhor atacante nas estatísticas e 4º maior pontuador[13][14]
- 2013: Copa Pan-Americana – MVP[15][16]
- 2013: Campeonato Sul-Americano – Melhor ponteiro
- 2013: Liga Mundial – Melhor ponteiro
- 2013: Campeonato Mundial Sub-23 – MVP[17]
- 2014: Liga Mundial – Melhor ponteiro
- 2014: Campeonato Mundial – Melhor ponteiro
- 2016: Jogos Olímpicos – Melhor ponteiro
- 2017: Copa dos Campeões – MVP
- 2017: Campeonato Sul-Americano – Melhor ponteiro
- 2019: Superliga Brasileira – MVP e melhor ponteiro
- 2021: Campeonato Sul-Americano – Melhor ponteiro
- 2023: Campeonato Sul-Americano – Melhor ponteiro